# 藤月ちはる
藤月 ちはる（ふじつき ちはる、1991年6月4日 - ）は、AV女優・ストリッパー。

## 経歴
2010年10月、東京六大学に在籍しているという触れ込みで、藤軍団の一員としてイメージビデオデビューした。
2011年5月、マックス・エーよりAV女優デビューした。
2012年4月、浅草ロック座よりストリッパーデビューした。

## 人物
- 趣味は読書、映画鑑賞、カフェ巡り、韓国コスメ集め。
- 特技は料理、剣道。
- デビュー時は東京六大学に在籍している学生という設定であった[2]。
- 初体験は高校1年生のときで、デビュー前の経験人数は1人である[2]。

## 作品

### イメージビデオ
2010年
- カワイイ顔してとってもスケベな大胆美少女（8月25日、リンリンビジュアル）
- Loveジュース注入!（10月26日、スパークビジョン）共演:さくらまりん

2011年
- 現役有名東京6大学生の、物凄くスケベに、目を見て、超大量にドクドク発射させて、あ・げ・る～ぅふ◆～発射15発完全保証あり、※思わず暴発おまけ付き・からの・やサーしくね!（3月8日、スパークビジョン）共演:藤木あやか
- 現役東京有名六大学女子大生、グラビアアイドル 禁断のセックス!（4月5日、スパークビジョン）

### アダルトビデオ
2011年
- New Comer （5月13日、マックス・エー）[1]
- 現役東京六大学 女子大生 未開発な身体がゆっくり深く感じるセックス（6月10日、マックス・エー）[1]
- MAX GIRLS 40（6月10日、マックス・エー）他出演:小倉奈々、あやの沙希、秋元まゆ花、優木まみ、暮野ソフィア[1]
- 現役東京六大学 純度100%女子大生（7月8日、マックス・エー）[1]
- MAX GIRLS 41（6月10日、マックス・エー）他出演:小倉奈々、優木まみ、あやの沙希、秋元まゆ花、月城ルネ、葵なつ
- リピーター続出!! 特別授業が噂の家庭教師 ちはる先生&優乃先生（10月14日、アップス）共演:星優乃
- 明らかに挑発的な妹（11月11日、アップス）
- 口マ●コ（12月9日、アップス）共演:原純那、瀬乃ゆいか、悠月舞、野崎百合

2012年
- 貧乳パイパン妹 生中出し（5月1日DVD&Biu-ray、TMA）共演:桃音まみる、桃瀬なつき
- ねぇ先生？こんな小さなおっぱいじゃダメですか…（5月11日、I.B.WORKS）
- 美人OLの淫乱性生活 思わずしゃぶりつきたくなるエロい体つきの美女編（7月13日、アップス）共演:知世奏、佐倉カオリ、森ななこ、瑞樹ララ

### デジタル写真集
- 寸止めロリ娘～有名六大学現役女子大生～（イースト・プレス、小林旭日）